# 李慧慧
李慧慧（1970年—）是一位马来西亚儿童文学作家，至今已累计出版十余部小说作品。

## 生平
1970年出生于柔佛麻坡，毕业于国立阳明大学医学院医事技术检验系，1997年在巴生谷扎根担任医院化验师。2006年为跟随前往中国天津公干的先生而辞掉工作，在当地定居4年。至2010年计划回国时，因厌倦了全职妈妈的生活并受朋友鼓励，用三个星期一口气完成了第一部长篇小说《妈妈满分》，获得第1届红蜻蜓少年小说奖银奖，开始了小说创作生涯。
2014年，李慧慧的作品《记得微笑》授权中国浙江少年儿童出版社出版。2015年与导演张爵西合作，将《我来自纽约》电影剧本改编为长篇小说，并于2017年与2019年再度合作改编《我来自纽约2：当我们在一起》与《家有一宝》。。2017年与导演陈睿翰合作，将《戏曲总动员》电影剧本改编为长篇小说；同年，其小说作品《蓝色泡泡馆》以《爸爸满分》为书名在中国大陆出版。

## 作品
- 2010年9月，《妈妈满分》ISBN 978-967-5439-04-9
- 2012年3月，《记得微笑》ISBN 978-967-0370-43-9
- 2012年4月，《小铁盒》ISBN 978-967-0370-45-3
- 2012年12月，《蓝色泡泡馆》ISBN 978-967-0370-94-1
- 2013年9月，《甄朵丽要当班长》ISBN 978-967-0564-10-4
- 2014年9月，《大手掌上的天空》ISBN 978-967-0564-32-6
- 2015年7月，《我来自纽约》电影小说 ISBN 978-967-0564-59-3
- 2016年5月，《朵丽，生日快乐》ISBN 978-967-0564-80-7
- 2016年12月，与陈惠君、谢智慧、沈雨仙合写《问鱼》ISBN 978-967-0564-95-1
- 2017年2月，《戏曲总动员》电影小说 ISBN 978-967-2088-00-4
- 2017年6月，《当我们在一起》电影小说 ISBN 978-967-2088-06-6
- 2017年12月，《我们的勇气刚刚好》ISBN 978-967-2088-16-5
- 2019年3月，《家有一宝》电影小说 ISBN 978-967-2088-49-3